# Lipiny (Nečín)
Lipiny jsou malá vesnice, část obce Nečín v okrese Příbram ve Středočeském kraji. Nachází se asi dva kilometry východně od Nečína. Vesnicí protéká Vošický potok. Je zde evidováno 48 adres. V roce 2011 zde trvale žilo čtyřicet obyvatel.
Lipiny jsou také název katastrálního území o rozloze 3,51 km².

## Historie
První písemná zmínka o vesnici pochází z roku 1653.

## Obyvatelstvo
| Rok            | 1869 | 1880 | 1890 | 1900 | 1910 | 1921 | 1930 | 1950 | 1961 | 1970 | 1980 | 1991 | 2001 | 2011 | 2021 |
| -------------- | ---- | ---- | ---- | ---- | ---- | ---- | ---- | ---- | ---- | ---- | ---- | ---- | ---- | ---- | ---- |
| Počet obyvatel | 212  | 206  | 205  | 198  | 210  | 184  | 189  | 119  | 111  | 85   | 57   | 36   | 36   | 40   | 45   |
| Počet domů     | 32   | 30   | 33   | 34   | 34   | 34   | 34   | 34   | 34   | 25   | 18   | 28   | 30   | 35   | 34   |

## Další fotografie

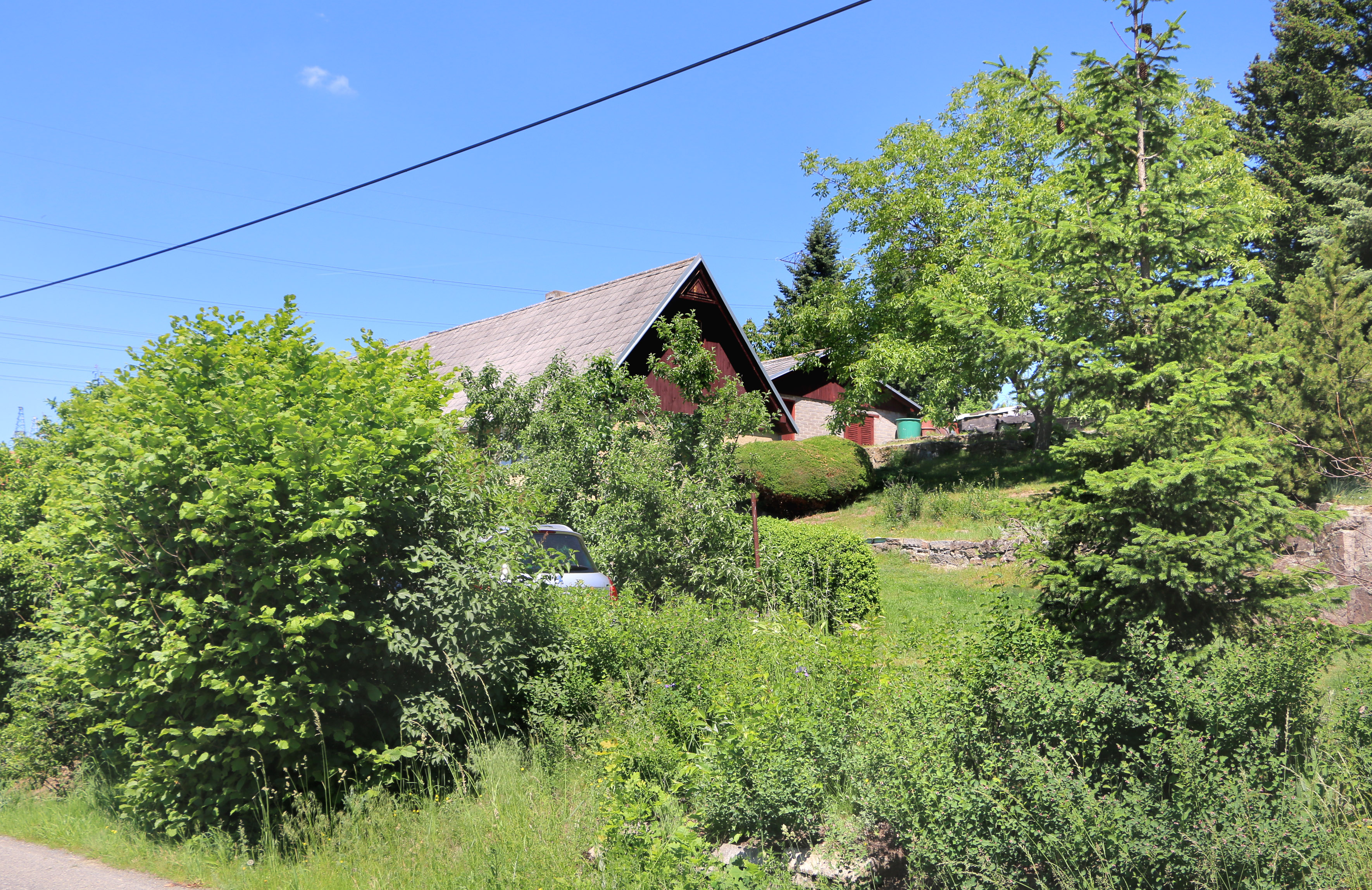
Dům čp. 22
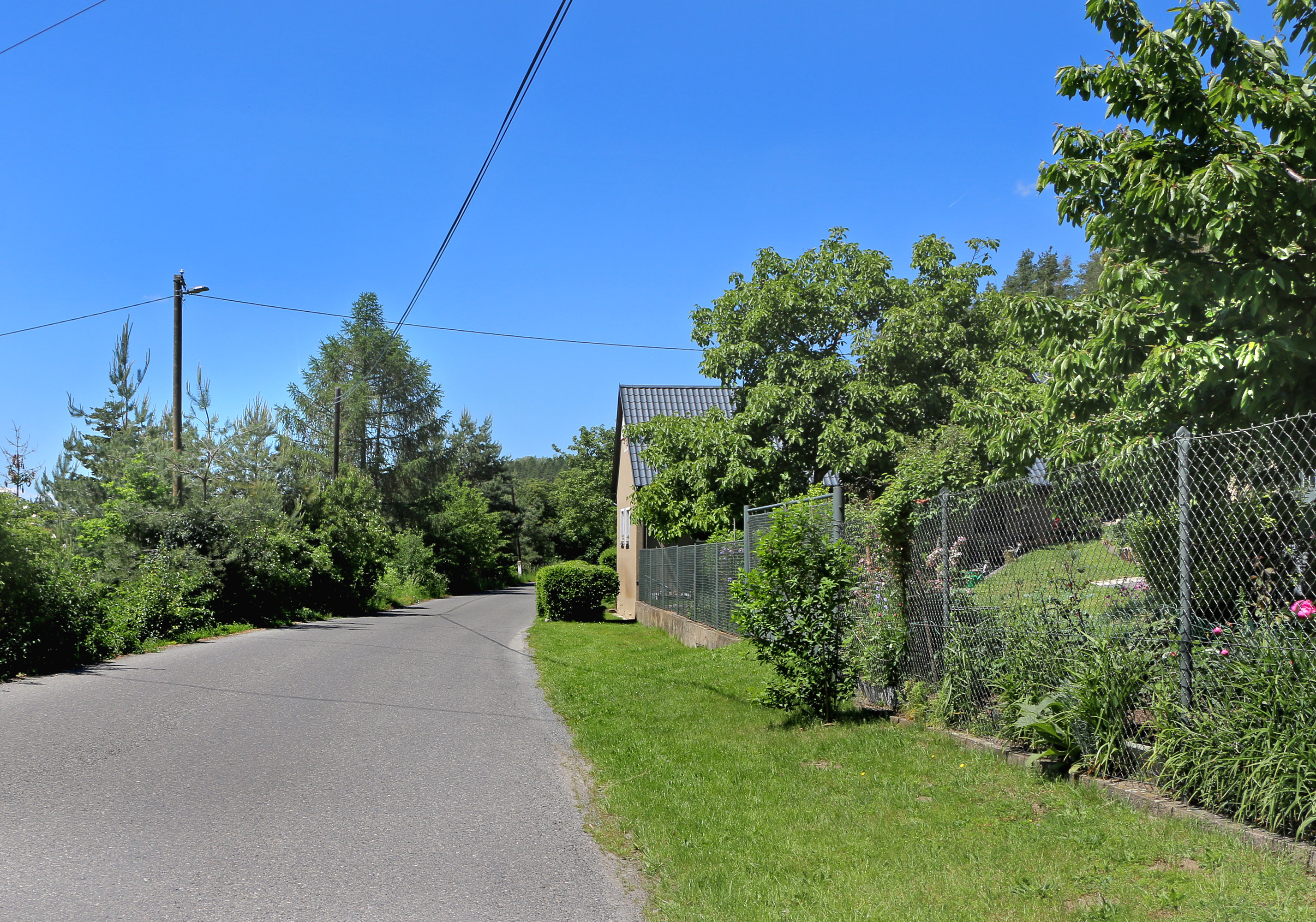
Hlavní silnice
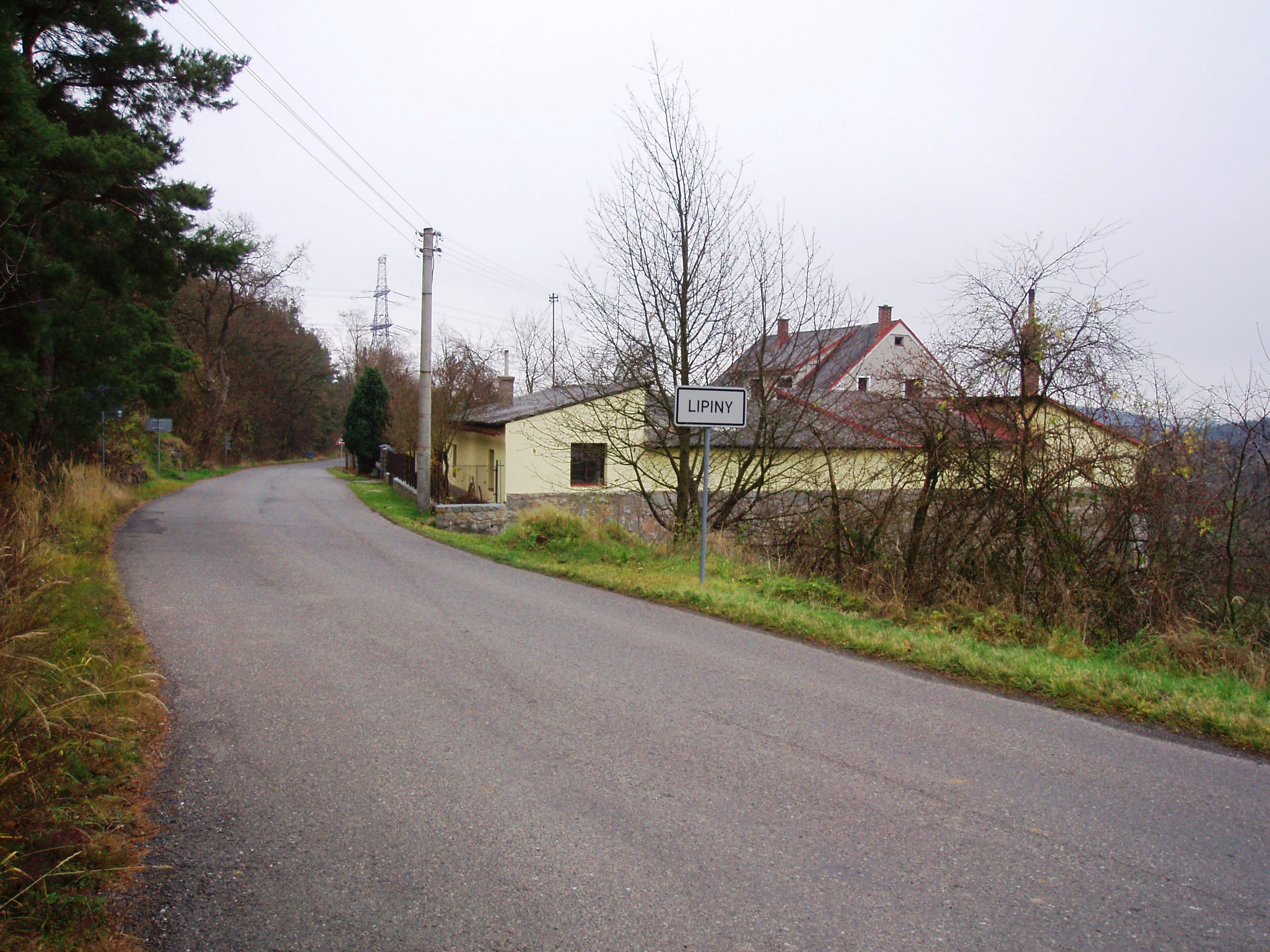
Příjezd do vsi od západu